# Споры о китайских обрядах
Спо́ры о кита́йских обря́дах — спор в католической церкви в период с 1630-х годов до начала XVIII века о том, составляют ли традиционные обряды китайских народных религий и подношения императору, совершаемые китайцами-христианами, идолопоклонство.
Папа Климент XI принял решение в пользу доминиканцев (которые утверждали, что китайские народные религиозные обряды и подношения императору были несовместимы с католицизмом), что в значительной степени снизило активность католической миссионерской деятельности в Китае.
Эти споры были связаны с большими противоречиями между доминиканцами и иезуитами в плане отношения к адаптации местных религиозных практик для распространения католической веры в других странах, таких как практика аскетизма брахманов в Индии.
Папа Пий XII изменил решение своего предшественника в 1939 году.

## Адаптация христианства к китайским обычаям
В отличие от колонизированного американского континента, где христианство было распространено в значительной степени в виде «первозданного» католичества, европейские миссионеры в Азии столкнулись с едиными и высокоразвитыми обществами, которые были до сих пор нетронуты европейским влиянием или национальными внутренними религиозными распрями. Китайская империя рассматривала себя как вершину цивилизации, а европейцев — как неискушённых варваров.
Алессандро Валиньяно, представитель Общества Иисуса в Азии, был одним из первых иезуитов, рассматривавших — в случае с Японией — возможность адаптации христианских обычаев в азиатских обществах через резолюции и церемониал.
В Китае Маттео Риччи использовал церемониал и адаптировал его к китайской специфике. В определённый момент иезуиты даже начали носить платья буддийских монахов, прежде чем перешли к ношению более престижных шёлковых платьев, какие носили обычно китайские литераторы.
В указе, подписанном 23 марта 1656 года, папа Александр VII принял практику «благоприятного отношения к китайским обычаям», «усилив» этим указ 1615 года, который разрешал использование китайского языка в литургии, что было заметным исключением из правил действующей на тот момент Латинской католической дисциплины, которая в целом запрещала использовать во время службы местные языки.
В предписании 1659 года Священной Конгрегации распространения веры (известном как «Пропаганды веры») для новых миссионеров в Азии акцент был явно сделан на то, что адаптация к местным обычаям и уважение к традициям стран, которые будут евангелизированы, имеют первостепенное значение.
Император Канси был первоначально дружественно настроен к миссионерам-иезуитам, работавшим в Китае. Он был благодарен им за оказанные его государству услуги в области астрономии, дипломатического производства и военного дела. Иезуиты, по сути, явились основателями императорской обсерватории, их точные методы позволили императору успешнее предсказывать затмения, что являлось одной из его ритуальных обязанностей, внесли важный вклад в военное развитие империи, распространяя европейские технологии артиллерии и руководя направлением отлива пушек различного калибра. Иезуитские переводчики Жан-Франсуа Жербильон и Томас Перейра принимали участие в переговорах с Россией, приведших к заключению Нерчинского договора в 1689 году, где они помогали переводить речь сторон. Другие иезуиты работали как придворные художники.
В 1692 году Канси издал указ о веротерпимости по отношению к христианству. К концу XVII века иезуиты также обратили довольно большое число китайцев в христианскую веру.

## Начало споров
Общество Иисуса (иезуиты) успешно проникло в Китай и работало при императорском дворе. Его представители впечатлили китайцев своими знаниями в области европейской астрономии и механики. Сами иезуиты, в свою очередь, были поражены традициями китайской конфуцианской знати и адаптировались к её образу жизни.
Основной задачей иезуитов являлось распространение католицизма, но здесь они столкнулись с рядом проблем. Представители китайской государственной элиты были приверженцами конфуцианства, буддизм и даосизм в этот период в основном практиковались среди простых людей и низшей аристократии. Несмотря на это, все три религии были представлены в рамках как государственной, так и семейной жизни Китая. Часть конфуцианских и даосских практик включала в себя культ предков.
Кроме иезуитов в XVII веке в Китае начали свою миссионерскую деятельность и другие религиозные ордена, таких как доминиканцы, францисканцы и августинцы, часто прибывавшие туда из испанской колонии Филиппины. В отличие от иезуитов, они отказались от какой-либо адаптации к местным обычаям, пожелали применять в Китае тот же принцип Tabula Rasa, какой они применяли в других местах, и были в ужасе от практики иезуитов.
Ими были инициированы горячие споры об этой практике, которые в итоге были доведены до Рима. Они подняли три основных спорных момента:
- Определение китайского слова «Бог», в качестве которого в целом предпочиталось 天主 (Тяньшу) («Властелин Неба»), в то время как иезуиты позволяли китайским христианам использовать 天 (Тянь) («небо») или 上帝 (Шанди) («Верховный Повелитель»/«Верховный император»).
- Запрет для христиан принимать участие в сезонных обрядах в честь Конфуция.
- Запрет для христиан использовать скрижали с запрещённой надписью «место для души» и следовать китайским обрядам поклонения предкам.

В Риме иезуиты пытались утверждать, что эти «китайские обряды» были социальными (а не религиозными) обрядами, которым после некоторого преобразования должна быть предоставлена возможность продолжать существовать в среде обращённых христиан. Иезуиты утверждали, что китайские народные религии и подношения императору и умершим предкам были гражданскими по своему характеру и, следовательно, не были связаны с католицизмом, а их противники утверждали, что эти виды поклонения были обычными выражениями местных религий, и поэтому они не должны быть никак связаны с китайскими христианами. Дискуссии о том, что литургия может вестись по-китайски, а не по-латыни, о которой иногда указывается, на деле никогда не было.

## Декреты Климента XI и Канси
Хотя в более поздних европейских работах о Китае утверждалось, что конфуцианство — «философия», а не «религия», поскольку не соответствует модели западных религий, папа Климент XI посчитал, что конфуцианские обряды действительно вступают в конфликт с христианским учением.
В 1705 году папа послал папского легата к императору Канси, чтобы поговорить с ним о возможности запрета китайских обрядов. Миссия во главе с Шарлем-Тома де Турноном общалась с ним о запрете китайских обрядов в январе 1707 года, но в итоге была изгнана в Макао.
Кроме того, папа издал 19 марта 1715 года папскую буллу Ex illa die, которая официально осудила китайские обряды. В 1742 году папа Бенедикт XIV подтвердил своей папской буллой указ Климента XI Ex quo singulari. Бенедикт потребовал, чтобы миссионеры в Китае принимали присягу, запрещавшую им обсуждать вопрос об отношении к китайским обрядам когда-либо.
Император Канси не согласился с указом Климента и в 1721 году издал свой указ, запретивший христианские миссии в Китае.

## Решение папы Пия XII
Споры об обрядах по-прежнему препятствовали усилиям церкви по распространению христианства в Китае. В 1939 году, через несколько недель после его избрания на папский престол, папа Пий XII приказал Конгрегации евангелизации народов ослабить некоторые аспекты указов Климента XI и Бенедикта XIV. После того как апостольский викарий получил гарантии со стороны правительства Маньчжоу-го о том, что так называемые «китайские обряды» считаются простыми «гражданскими» обычаями, Святой Престол выпустил 8 декабря 1939 года новый указ, известный как «Plane Compertum», в котором говорилось, что:
- Католики имеют право присутствовать на церемониях в честь Конфуция в конфуцианских храмах или в школах;
- Изображение образа Конфуция или табличка с его именем разрешаются в католических школах;
- Католические магистраты и студенты имеют право присутствовать как пассивные наблюдатели на публичных церемониях, которые имеют вид суеверия;
- Законны и не вызывают возражений склонение головы и другие проявления гражданского почтения к умершим или их изображениям.
- Присяга по поводу китайских обрядов, которая была установлена Бенедиктом XIV, не в полной мере находится в соответствии с последними правилами и является излишней.

Это означало, что китайские обычаи больше не считаются суеверием, а почётным способом почитания родственников и, следовательно, разрешены католическим христианам. Конфуцианство, таким образом, было признано в качестве философии и неотъемлемой части китайской культуры, а не как языческая религия, находящаяся в конфликте с католицизмом. Вскоре после этого, в 1943 году, правительство Китая установило дипломатические отношения с Ватиканом. Папский декрет изменил церковную ситуацию в Китае почти революционным путём.